# 帕里什維爾 (紐約州普查規定居民點)
帕里什維爾（英語：Parishville）是位於美國紐約州聖羅倫斯縣的普查規定居民點。

## 人口
根據2020年美國人口普查的數據，帕里什維爾的面積為8.70平方千米，當中陸地面積為8.73平方千米，而水域面積為0.17平方千米。當地共有人口642人，而人口密度為每平方千米73.79人。